# Pleumeur-Bodou
Pleumeur-Bodou  (en bretón, Pleuveur-Bodoù) es una población y comuna francesa, en la región de Bretaña, departamento de Côtes-d'Armor, en el distrito de Lannion y cantón de Perros-Guirec.

## Geografía

### Sitio
A pesar de que Pleumeur-Bodou es una ciudad costera, la ciudad se encuentra a una altitud de 100 m s. n. m. ya unos 3 km de la costa. El punto más alto es Crec'h Ar Gall (102 m). El pueblo está situado sobre un suelo granítico, donde muchas canteras de granito fueron explotados durante años.

## Demografía
| 2 151 | 1 745 | 1 907 | 2 199 | 2 360 | 2 472 | 2 465 | 2 525 | 2 650 | 2 737 | 2 864 | 3 030 | 3 034 | 2 970 | 2 778 | 3 011 | 2 955 | 3 175 | 3 019 | 3 257 | 3 099 | 2 949 | 3 037 | 2 752 | 2 766 | 2 920 | 2 544 | 2 545 | 2 542 | 2 941 | 3 453 | 3 677 | 3 825 | 3 974 |
| Para los censos de 1962 a 1999 la población legal corresponde a la población sin duplicidades (Fuente: INSEE [Consultar]) |       |       |       |       |       |       |       |       |       |       |       |       |       |       |       |       |       |       |       |       |       |       |       |       |       |       |       |       |       |       |       |       |       |